# لا أنام (فلم)
لا أنام فيلم ميلودراما مصري من إنتاج عام 1957. الفيلم يروي الحكاية المعقدة لنادية لطفي (فاتن حمامة)، بنت لأبوين مطلقين، تعاني من عقدة إليكترا، مما يدفعها للتدخل في العلاقات التي في حياة والدها. الفيلم من إخراج صلاح أبو سيف، ومبني على رواية بذات الاسم كتبها الأديب المصري إحسان عبد القدوس. الفيلم مُصنف حالياً في المرتبة 29 ضمن قائمة لجنة المجلس الأعلى للثقافة في القاهرة لأفضل الأفلام المصرية، وهو من بطولة فاتن حمامة، ويحيى شاهين، ومريم فخر الدين، وعمر الشريف، وعماد حمدي، وهند رستم، ورشدي أباظة. أُصدر الفيلم كنسخة على قرص دي في دي كجزء من مجموعة كلاسيكيات السينما المصرية. فيلم لا أنام واحد من أول عشرة أفلام مصرية ملوّنة.

## قصة الفيلم
نادية انفصل والدها عن والدتها بالطلاق وهي في الثانية من عمرها، فنشأت في حجر أبيها الذي امتنع عن الزواج وكرس حياته لتربيتها والعناية بها. وعندما بلغت نادية السادسة عشرة من عمرها، تزوج والدها من صفية التي كانت سيدة كريمة الخلق. لكن الابنة امتلات نفسها بالغيرة على المرأة التي جاءت لتحتل المكان الأول في قصر أبيها، فاندفعت تعاكس بالتليفون رجلا، رأته في النادى، وتضرب له موعد لقاء، وهكذا التقت نادية بمصطفى. ترددت على شقته في غفلة من أهلها. ثم يحدث أن يتعرف مصطفى بزوجة أبيها في إحدى السهرات ويبدي اهتمامه وإعجابه بها، فيزداد حقد «نادية» عليها، وغيرتها منها، فتعمل على الإيقاع بها لطردها من البيت. وتنجح الفتاة في إيهام أبيها بوجود علاقة آثمة بين زوجته وأخيه، وينفصل عن أخيه، وتصبح نادية سيدة البيت مرة أخرى. تشعر نادية بتأنيب الضمير، فتعمل على تزويج أبيها من زميلة قديمة لها صادفتها في المصيف. لكنها سرعان ما تكتشف أن لزوجة أبيها الجديدة عشيقا تغدق عليه مال أبيها المخدوع، وتنجح في تسجيل حديث تليفوني بينهما يثبت هذة الخيانة. تنجرح من اطلاع أبيها على الحقيقة حتى لا تحطم حياته الزوجية مرتين. وزاد في عذابها أنها أدركت أن مصطفى لا يحبها، وأنه سعى إلى صفية بعد طلاقها، وخطبها لنفسه. يُفاجئ والدها برؤية زوجته الجديدة مع عشيقها، فتضطر نادية إلى إيهام أبيها بأن العشيق إنما هو حبيبها الذي يريد أن يخطبها، ويوافق. هذا الحل هوى في نفس زوجة الأب، فتتمسك به، وتحمل زوجها على الموافقة على هذا الزواج. لكن نادية لا تستطيع أن تمضي في التستر على الخيانة إلى النهاية، فتصارح أباها ليلة عقد القران بالحقيقة. ويتدخل القدر مرة أخرى، إذ تتصل إحدى الشموع بثوب زفافها فتشتعل فيها النار، وتُنقل إلى المستشفى، حيث تُنقذ حياتها، لكن يُصاب جسمها بتشويه من أثر الحريق.

## بطولة
- فاتن حمامة
- يحيى شاهين
- مريم فخر الدين
- عمر الشريف
- عماد حمدي
- هند رستم
- رشدي أباظة

## روابط خارجية
- لا أنام على موقع IMDb (الإنجليزية)
- لا أنام على موقع الدهليز
- لا أنام على موقع قاعدة بيانات الأفلام العربية
- لا أنام على موقع فيلمافينيتي (الإسبانية)
- لا أنام على موقع قاعدة بيانات الفيلم (الإنجليزية)
- لا أنام على موقع ليتربوكسد (الإنجليزية)
- لا أنام على موقع كينوبويسك (الروسية)